# Komárňanské slanisko
Komárňanské slanisko este o arie protejată (arie specială de conservare — SAC, sit de importanță comunitară — SCI) din Slovacia întinsă pe o suprafață de 14,78 ha, integral pe uscat.

## Localizare
Centrul sitului Komárňanské slanisko este situat la coordonatele 47°46′10″N 18°04′36″E / 47.76933°N 18.076634°E.

## Înființare
Situl Komárňanské slanisko a fost declarat sit de importanță comunitară în aprilie 2004 pentru a proteja un număr necunoscut de specii din flora spontană și fauna sălbatică aflate în arealul zonei. Situl a fost protejat și ca arie specială de conservare în martie 2004.

## Biodiversitate
Situată în ecoregiunea panonică, aria protejată conține 1 habitat natural: Pășuni continentale udate de apa mării.
La baza desemnării sitului se află un număr nedeclarat de specii protejate.
Pe lângă speciile protejate, pe teritoriul sitului au mai fost identificate 4 specii de plante, 1 specie de mamifere, 1 specie de reptile.